# Mark Salling
Mark Wayne Salling (Dallas, 17 augustus 1982 – Los Angeles, 30 januari 2018) was een Amerikaans acteur en zanger. Hij was vooral bekend door zijn rol als Noah Puckerman in de televisieserie Glee.
Salling groeide op in Dallas en behaalde in 2001 zijn middelbareschooldiploma. Daarna verhuisde hij naar Los Angeles, waar hij les volgde aan de LA Music Academy College of Music in Pasadena.
Naast acteur was Salling ook zanger en speelde hij piano, gitaar, basgitaar en drums. Hij zong ook solo (onder het pseudoniem Jericho) en had in 2008 al een album uitgebracht, getiteld 'Smoke Signals'. In oktober 2010 bracht hij een tweede album uit met als titel 'Pipe Dreams'.
Salling speelde in een aantal films, waaronder Children of the Corn IV: The Gathering (1996) en The Graveyard (2006).
Vanaf 2009 tot en met 2015 speelde hij de rol van bullebak 'Puck' in de serie Glee. Dat was eerst in een vaste rol, maar vanaf 2013 werd dat gewijzigd in gastoptredens. Sallings deelname aan de miniserie Adi Shankar's Gods and Secrets werd stopgezet toen bekend werd dat Salling in het bezit was van kinderporno.

## Kinderpornozaak
Salling werd op 29 december 2015 gearresteerd, nadat de Internet Crimes Against Children LAPD Task Force na een tip grote hoeveelheden  kinderporno bij Salling aantrof.  Die grote hoeveelheden betroffen 50.000 foto's en video's en nog eens 4.000 foto's en video's op een flash drive.
Op 27 mei 2016 werd hij aangeklaagd voor het ontvangen en in bezit hebben van kinderpornografie en op 30 september 2017 erkende hij schuld. Tijdens de zitting bekende hij in 2015 de kinderpornografie, films en foto's, gedownload te hebben.
Salling sloot een overeenkomst met de openbaar aanklager waardoor hij de maximum gevangenisstraf van 20 jaar zou ontlopen. Zijn gevangenisstraf zou maximaal zeven jaar zijn. Daarnaast werden er aanvullende voorwaarden opgelegd, zoals registratie als zedendelinquent.
In deze zaak zou in maart 2018 uitspraak worden gedaan, maar voor die tijd verhing Salling zichzelf.

## Discografie
- Glee: The Music, Volume 1 (2009)
- Glee: The Music, Volume 2 (2009)
- Glee: The Music, The Power of Madonna (2010)
- Glee: The Music, Volume 3 Showstoppers (2010)
- Glee: The Music, Journey to Regionals (2010)